# Hyposoter annulipes
Hyposoter annulipes là một loài tò vò trong họ Ichneumonidae.